# Talifarapina
La Talifarapina es un alcaloide bistetrahidroisoquinolínico aislado de las raíces de Thalictrum faberi y Thalictrum cultratum (Ranunculaceae). [α]24D = +98.6  (c, 0.422 en MeOH)  